# 落馬洲支線公共運輸交匯處
落馬洲支線公共運輸交匯處（Lok Ma Chau Spur Line Public Transport Interchange）屬於香港落馬洲支線管制站的一部份，位於邊境禁區範圍內，與深圳福田口岸相連。此公共運輸交匯處連接港鐵落馬洲站，設有巴士總站、專綫小巴總站和的士站，為一個綜合型車站。九巴稱此站為落馬洲站巴士總站（英文：Lok Ma Chau Station Bus Terminus）。
此總站入口向北，逆時針行車，巴士總站、專綫小巴總站各一列，並列向南。的士站與巴士總站及小巴總站分離，在較東的位置接載乘客。
所有經落馬洲支線管制站的過境旅客須持有有效旅行證件，非過境人士則須持有有效的邊境禁區通行證。

## 歷史
落馬洲支線及福田口岸於1999年籌建，最初政府預計於2004年至05年完成，由九鐵設計及興建，但落馬洲支線受環境評估報告影響，九鐵須重新設計落馬洲支線，終於在2002年10月開始興建，預計於2007年中落成。
落馬洲支線及福田口岸於2007年8月15日正式啟用，落馬洲站公共運輸交匯處也隨之啟用。新界專線小巴75號線（元朗福德街至落馬洲下灣村）在落馬洲站通車後延長至該處，收費加至港幣7.6元。九巴亦於當日開辦B1號線，由元朗站經新田公路往來該處，全程收費港幣11.6元，設有現金雙向分段港幣10.5元及即日來回證優惠。另外路線開辦初期將提供全程10元及分段9元票價優惠，並設即日來回特別優惠。由2008年6月22日起，B1路線延長至天水圍站，途經元朗市中心及天水圍南。由2014年11月22日起，B1路線終點站改至天水圍天慈邨，並新增天祐苑和聚星樓車站。
2020年2月4日，因福田口岸受2019冠状病毒病疫情影響關閉，該站當日起暫停服務，直至2023年1月8日才重投服務。

## 總站路線資料（巴士）

### 九龍巴士B1線
- 天水圍（天慈邨） ↔ 落馬洲站（福田）
- 元朗（山水樓） ↔ 落馬洲站（福田） (元朗特別班次)
- 天水圍（天恩邨） ↔ 落馬洲站（福田） (天水圍北特別班次)

路線途經洲頭、落馬洲公共交通轉車站、新田公路、元朗站、青山公路－元朗段及天耀邨。

## 總站路線資料（專線小巴）

### 新界區專線小巴75線
- 元朗（福德街） ↔ 落馬洲站
- 下灣村 ↔ 落馬洲站 (特別班次)

## 車站分佈
| 車坑分佈（以入口最左邊起計） | 車坑分佈（以入口最左邊起計） | 車坑分佈（以入口最左邊起計） | 車坑分佈（以入口最左邊起計） |
| 編號                         | 寬度                         | 公共交通工具                 |                              |
| ---------------------------- | ---------------------------- | ---------------------------- | ---------------------------- |
| 1                            | 單坑連通道                   | 九龍巴士B1線                 |                              |
| 2                            | 單坑連通道                   | 新界區專線小巴75線           |                              |
| 3                            | 雙坑連通道                   | 新界的士、市區的士           |                              |